# نیک اسکلتون
نیک اسکلتون (انگلیسی: Nick Skelton؛ زادهٔ ۳۰ دسامبر ۱۹۵۷) سوارکار اهل بریتانیا است.